# HMS Arethusa (1913)
Za druge ladje glejte HMS Arethusa.
HMS Arethusa je bila lahka križarka in vodilna ladja razreda arethusa.
Oktobra 1912 so začeli gradnjo v ladjedelnici Chatham Dockyard, čez leto dni so jo splovili in jo avgusta 1914 sprejeli v aktivno službo.
Med bitko za Heligoland Bight 28. avgusta 1914 je bila poškodovana in so jo morali odvleči v domače pristanišče.
24. januarja 1915 je sodelovala v bitki za Dogger Bank. Pozneje tega leta je bila premeščena v 5. lahkokrižarski eskadron.
11. februarja 1916 je naletela na morsko mino in se potopila.